# Manuela Di Centa
Manuela Di Centa (Paluzza, 31 de enero de 1963) es una deportista italiana que compitió en esquí de fondo. Su hermano Giorgio también compitió en esquí de fondo.
Participó en cinco Juegos Olímpicos de Invierno, entre los años 1984 y 1988, obteniendo en total siete medallas: bronce en Albertville 1992, en el relevo (junto con Bice Vanzetta, Gabriella Paruzzi y Stefania Belmondo), cinco en Lillehammer 1994, oro en 15 km y 30 km, plata en 5 km y 10 km persecución, y bronce en el relevo (con Bice Vanzetta, Gabriella Paruzzi y Stefania Belmondo), y bronce en Nagano 1998, en el relevo (con Karin Moroder, Gabriella Paruzzi y Stefania Belmondo).
Ganó siete medallas en el Campeonato Mundial de Esquí Nórdico entre los años 1991 y 1995.

## Palmarés internacional
| Juegos Olímpicos   | Juegos Olímpicos       | Juegos Olímpicos  | Juegos Olímpicos  |
| Año                | Lugar                  | Medalla           | Prueba            |
| ------------------ | ---------------------- | ----------------- | ----------------- |
| 1992               | Albertville (Francia)  | Medalla de bronce | Relevo 4 × 5 km   |
| 1994               | Lillehammer (Noruega)  | Medalla de oro    | 15 km             |
| 1994               | Lillehammer (Noruega)  | Medalla de oro    | 30 km             |
| 1994               | Lillehammer (Noruega)  | Medalla de plata  | 5 km              |
| 1994               | Lillehammer (Noruega)  | Medalla de plata  | 10 km persecución |
| 1994               | Lillehammer (Noruega)  | Medalla de bronce | Relevo 4 × 5 km   |
| 1998               | Nagano (Japón)         | Medalla de bronce | Relevo 4 × 5 km   |
| Campeonato Mundial |                        |                   |                   |
| Año                | Lugar                  | Medalla           | Prueba            |
| 1991               | Val di Fiemme (Italia) | Medalla de plata  | Relevo 4 × 5 km   |
| 1991               | Val di Fiemme (Italia) | Medalla de bronce | 5 km              |
| 1991               | Val di Fiemme (Italia) | Medalla de bronce | 30 km             |
| 1993               | Falun (Suecia)         | Medalla de plata  | 30 km             |
| 1993               | Falun (Suecia)         | Medalla de plata  | Relevo 4 × 5 km   |
| 1995               | Thunder Bay (Canadá)   | Medalla de plata  | 30 km             |
| 1995               | Thunder Bay (Canadá)   | Medalla de bronce | 5 km              |